# He Yecong
He Yecong (chinesisch 何叶聪, Pinyin Hé Yècōng; * 15. Februar 1994 in Hangzhou) ist ein chinesischer Tennisspieler.

## Karriere
He ist hauptsächlich auf den unterklassigen Turnieren der Future sowie Challenger Tour aktiv. Auf der Future Tour konnte er bisher einen Einzel- und zwei Doppeltitel gewinnen.
Zu seiner Premiere auf der ATP World Tour kam er 2016 in Chengdu mit einer Wildcard im Doppelbewerb. Zusammen mit Sun Fajing verlor er gegen das topgesetzte Duo und spätere Siegerpaar Raven Klaasen und Rajeev Ram mit 4:6, 5:7. Sowohl im Einzel als auch im Doppel schaffte er bereits den Sprung in die Top 500 der Weltrangliste.